# Patrick King
Pour les articles homonymes, voir King.
Patrick King, né le 2 novembre 1970, à Düsseldorf en Allemagne de l'Ouest, est un ancien joueur américano-allemand de basket-ball. Il évolue durant sa carrière au poste d'ailier.